# Comuna Poiana Mare, Dolj
Poiana Mare este o comună în județul Dolj, Oltenia, România, formată din satele Poiana Mare (reședința), Tunarii Noi și Tunarii Vechi. În localitate există 3840 de gospodării, iar peste 98% din locuitori s-au declarat români la recensământul din 2002.
Se situează la 12 kilometri de Calafat și la 85 kilometri de Craiova. O linie ferată străbătută de o locomotivă diesel, leagă Poiana Mare de Golenți, satul de unde trenul poate merge în două sensuri: Calafat și Craiova.

## Atracție turistică
Principala atracție turistică este pădurea Ciurumela—Poiana Mare (la 5 km. de Poiana Mare, în trupul de pădure Piscu - Tunari, pe DN 55A Calafat—Bechet—Cernavodă), rezervație forestieră, reprezentând o veche pădure de salcâmi, apreciată pentru conținutul lemnos și pentru dimensiunile arborilor. Pădurea are o vechime de peste 100 de ani și se întinde pe o suprafață de 8 - 10 ha.

## Istoric
Există dovezi de existență ale prezenței umane încă din neolitic apoi în epoca bronzului. A fost atestată documentar prima oară pe 8 martie 1525, când Radu de la Afumați, Domnitorul Țării Românești a donat moșii Spătarului Dragu.
Poiana Mare este una dintre cele mai mari localități din România cu populație de origine bulgară. Satul apare pe hărțile din 1722 și 1791. Bulgarii se stabilesc aici între 1806–1814 și între 1828–1834. În Registrul de evidență al populației din 1838 înregistrează în el 140 de gospodării „sârbești” (bulgarii din Țările Române erau înregistrați drept sârbi în documentele vremii). Bulgarii din Poiana Mare au participat activ la revoluția din 1848. În secolul al XIX-lea grupuri de locuitori s-au mutat în satele Ciupercenii Noi, Golenți, Desa și Basarabi. La sfârșitul secolului al XIX-lea satul avea 7.734 de locuitori, dintre care majoritatea erau „bulgari și sârbi”. Gustav Weigand a vizitat satul în 1898 și l-a inclus ulterior în atlasul său ca localitate cu populație bulgară. S. Romanski a stabilit în timpul vizitei sale din 1908 că populația provine din satele din Regiunea Vidin (Izvor și Botevo), din Gramada, zona Kula, Vodneanți, zona Belogradcik și Bŭzovec, zona Lom.
Pădurea Ciurumela sau Grădina Boierească, așa cum au mai denumit-o localnicii, este situată în partea de sud-vest a Olteniei, în județul Dolj, în aria majoră a luncii fluviului Dunărea, între com. Poiana Mare, sat. Tunarii Vechi și com. Piscu Vechi, la distanța de 20 Km de orașele Calafat și 85 Κm de Craiova.
Suprafața ocupată este de 10 ha, pe care s-a instalat activ salcâmul - Robinia pseudacacia - specie exotică, originară din continentul nord american, statul Virginia și Kentuky - SUA; vegetează pe soluri nisipoase, evoluate, cu mult humus, cu apa freatică la adâncimea de 4–5 m și în compoziție pură, nesuportând în preajma sa alte specii.
Istoric, se știe că a luat ființă în jurul anilor 1880 - 1883, ca pepinieră de produs puieți, pentru fixarea nisipurilor zburătoare din zonă; acestea făceau imposibilă existența satelor și a oamenilor, din cauza năvalei nisipului mișcat mai tot timpul de vânt, care le invada casele sau bordeele și le mai făcea și imposibilă cultivarea lor pentru hrana de zi cu zi.
Se spune că Domnitorul Carol I, cu ocazia venirii la Poiana Mare, în anul 1877, al Războiului de Independență, cu scopul atacării armatei turcești cantonate peste Dunăre, la Widin și stabilirii Cartierului general al armatei în proprietatea prințului sârb Obrenovici, actualul parc al comunei, nu a mai putut suporta în acea primăvară, când vânturile bat cu cea mai mare intensitate, spulberișurile de nisip și a dat ordin să se planteze terenurile nisipoase de aici. În urma diligențelor purtate, în anii următori a fost adus în zonă un inginer polonez Mitkiewici, ce s-a ocupat mult timp pentru stăpânirea invaziei nisipurilor prin plantarea unor întinse suprafețe cu puieți de salcâm.
După cultivarea mai mulți ani dearândul a suprafeței Ciurumelei, în scopul producerii de puieți și epuizării inevitabile a potențialului solului, pepiniera a fost abandonată, în urma sa dezvoltându-se un arboret, o pădure de salcâm, care a atins elemente dendrometrice, dimensiuni în înălțime deosebit de mari, 25–30 m, întrecând arboretele din țara de origine. Lucrul acesta a fost observat și de specialiștii americani care au participat în anul 1934 la un Congres al agriculturii și silviculturii, la invitația autorităților și a marelui profesor silvicultor Marin Drăcea, când unanim s-a apreciat că aici, în acest punct ,,salcâmul și-ar fi găsit a doua patrie,,. În timpul primului război mondial, într-unul din arborii de mari dimensiuni, armata ar fi instalat un observator din care se puteau vedea mișcările de trupe pe calea ferată Calafat - Craiova, în direcția Moțăței. Unul din asemenea exemplare se mai află și astăzi la fața locului, grav afectat de trecerea vremii.

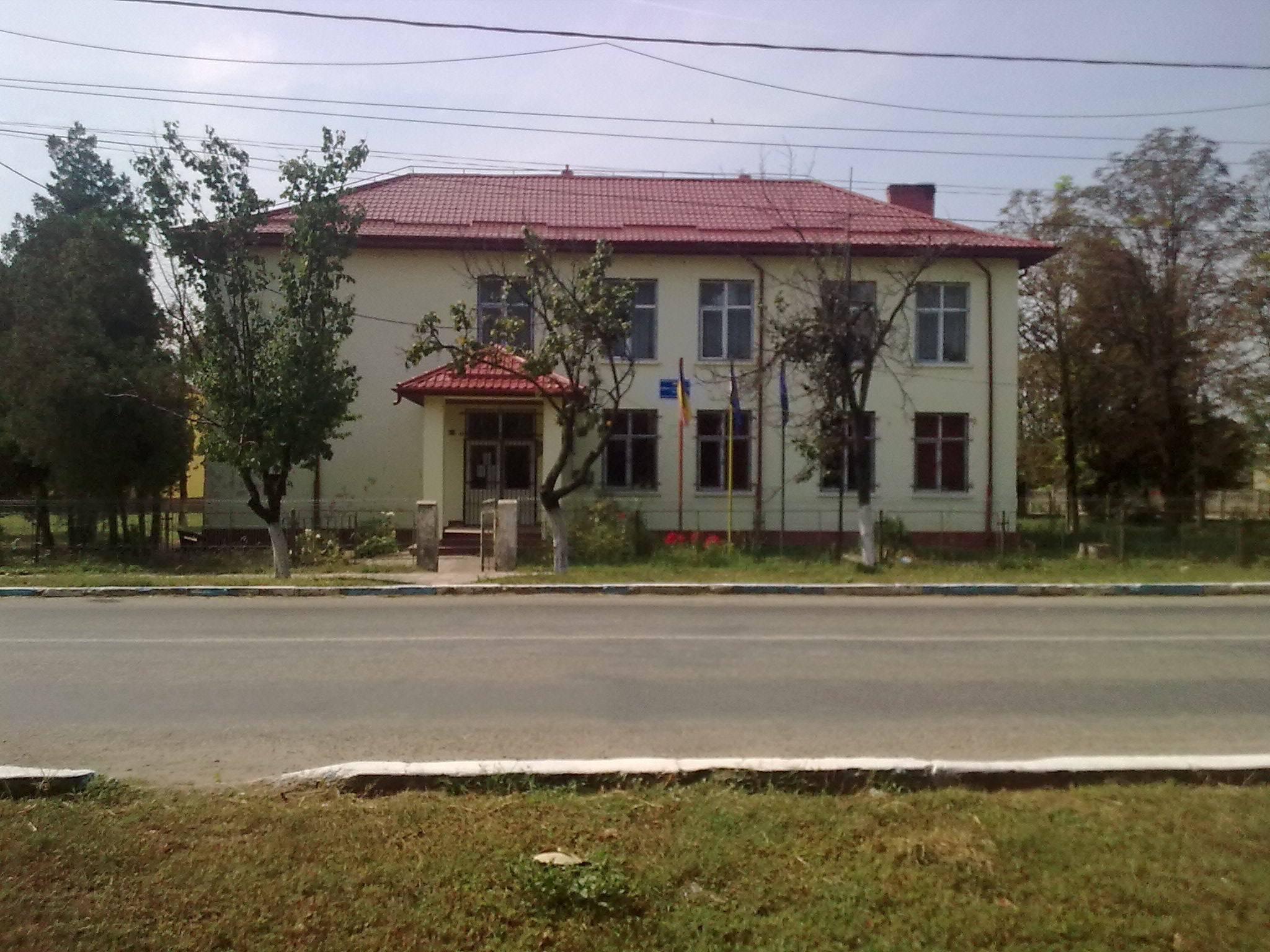
Scoala Generala Poiana Mare Nr 3

În timp, arboretul de salcâm din Ciurumela s-a degradat fiziologic și în anii 1973 - 1975 a fost tăiat și defrișat, locul fiind luat de salcâm selectat și ameliorat genetic, superior, cu creșteri rapide și cu rectitudinea trunchiului asemănătoare speciilor de rășinoase, este vorba de o nouă denumire uzitată în rândul specialiștilor silvici de - Robinia pseudacacia var. ,,Oltenica,,

## Servicii publice
În comuna Poiana Mare există 3 farmacii, 5 cabinete medicale umane, un cabinet medical veterinar, un liceu (Liceul Teoretic „Șt. Marincu”), 5 școli și 5 grădinițe, precum și 5 biserici ortodoxe.

## Demografie
Componența etnică a comunei Poiana Mare
     Români (85,53%)
     Romi (4,23%)
     Alte etnii (0,15%)
     Necunoscută (10,08%)
Componența confesională a comunei Poiana Mare
     Ortodocși (89,19%)
     Alte religii (0,51%)
     Necunoscută (10,3%)
Conform recensământului efectuat în 2021, populația comunei Poiana Mare se ridică la 9.047 de locuitori, în scădere față de recensământul anterior din 2011, când fuseseră înregistrați 10.740 de locuitori. Majoritatea locuitorilor sunt români (85,53%), cu o minoritate de romi (4,23%), iar pentru 10,08% nu se cunoaște apartenența etnică. Din punct de vedere confesional, majoritatea locuitorilor sunt ortodocși (89,19%), iar pentru 10,3% nu se cunoaște apartenența confesională.

## Politică și administrație
Comuna Poiana Mare este administrată de un primar și un consiliu local compus din 15 consilieri. Primarul, Florin Dumitru[*], de la Partidul Social Democrat, este în funcție din 1 noiembrie 2024. Începând cu alegerile locale din 2024, consiliul local are următoarea componență pe partide politice:
|  | Partid                          | Consilieri | Componența Consiliului | Componența Consiliului | Componența Consiliului | Componența Consiliului | Componența Consiliului | Componența Consiliului | Componența Consiliului | Componența Consiliului | Componența Consiliului |
|  | ------------------------------- | ---------- | ---------------------- | ---------------------- | ---------------------- | ---------------------- | ---------------------- | ---------------------- | ---------------------- | ---------------------- | ---------------------- |
|  | Partidul Social Democrat        | 9          |                        |                        |                        |                        |                        |                        |                        |                        |                        |
|  | Partidul Național Liberal       | 5          |                        |                        |                        |                        |                        |                        |                        |                        |                        |
|  | Alianța pentru Unirea Românilor | 1          |                        |                        |                        |                        |                        |                        |                        |                        |                        |

## Personalități
- Petre Cănciulescu
- Gheorghe Nețoiu (n. 1959)

## Sănătate
- Spitalul de Psihiatrie Poiana Mare

## Transport
- Gara Poiana Mare